# マエストランサ闘牛場
マエストランサ闘牛場（Plaza de toros de la Real Maestranza de Caballería de Sevilla）は、スペイン・アンダルシア州セビリア県セビリアにある闘牛場。スペインにおける闘牛場の格付けは第一級。12,000人を収容する。
毎年4月のフェリア・デ・アブリル（セビリアの春祭り）の際には、世界最大規模の闘牛大会が開催される。

## 歴史
かつてセビリアのバラティージョ丘には長方形の闘牛場があったが、1749年にはその闘牛場を置き換えるべく円形の闘牛場の建設が開始された。1765年には闘牛場内部のファサードが完成した。1786年にはカルロス3世が闘牛を禁じたが、この際にはまだアリーナは3分の1しか完成していなかった。アリーナは1881年にようやく完成した。
オリジナルの観客席は石造だったが、1914年から1915年には建築家のアニバル・ゴンサレスの指揮の下で煉瓦造に建て替えられた。1983年12月7日にはスペインの重要文化財(BIC)に指定された。

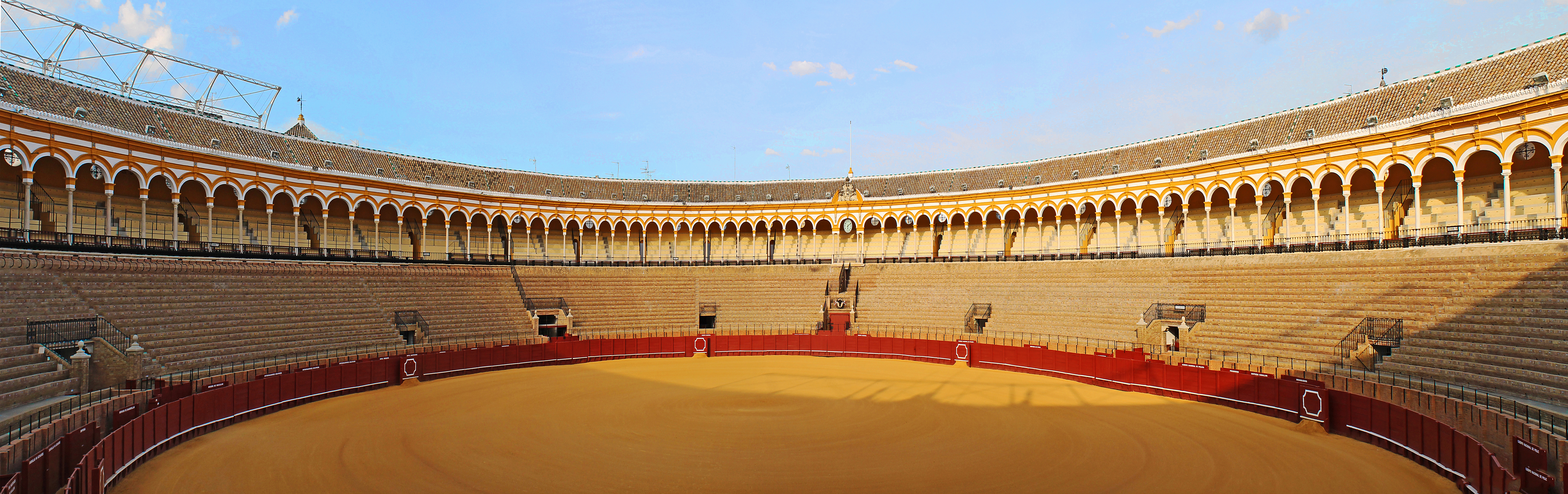
闘牛場の内部